# Lotte Cultureworks
Lotte Cultureworks (hangul : 롯데 엔터테인먼트, anciennement nommé Lotte Entertainment), filiale du Lotte Group, est une société de production et de distribution cinématographique sud-coréenne, créée en septembre 2003. Elle est en contrat d'exclusivité pour distribuer les films américains de la Paramount en Corée. En 2018, Lotte Cultureworks surpasse CJ Entertainment pour devenir le premier distributeur du pays, grâce au succès de sa franchise Along With the Gods.

## Filmographie
- 2005 : Wet Dreams 2 (몽정기 2) de Jeong Cho-sin
- 2005 : My boyfriend is type-B (B형 남자친구) de Choi Seok-won
- 2005 : Sad Movie (B형 남자친구) de Kwon Jong-gwan
- 2005 : Mister Socrates (미스터 소크라테스) de Choi Jin-won
- 2005 : Wedding Campaign (나의 결혼원정기) de Hwang Byeong-gook
- 2006 : On the Road, Two (온 더 로드, 투) de Yoon Tae-yong
- 2006 : Holiday (홀리데이) de Yang Yoon-ho
- 2006 : A Millionaire's First Love (백만장자의 첫사랑) de Kim Tae-gyoon
- 2006 : Family Ties (가족의 탄생) de Kim Tae-yong
- 2006 : Arang (아랑) de Ahn Sang-hoon
- 2006 : Le Vieux Jardin (오래된 정원) de Im Sang-soo
- 2006 : Mission Sex Control (잘 살아보세) de Ahn Jin-woo
- 2006 : Old Miss Diary (올드 미스 다이어리 - 극장판) de Kim Seok-yoon
- 2007 : Mother (어머니는 죽지 않는다) de Ha Myeong-joong
- 2007 : 26 Years Diary (너를 잊지 않을거야) de Junji Hanado
- 2007 : The Show Must Go on (우아한 세계) de Han Jae-rim
- 2007 : Unstoppable Marriage (못말리는 결혼) de Kim Seong-wook
- 2007 : My Father (마이 파더) de Hwang Dong-hyeok
- 2007 : Sa-rang (ko) (사랑) de Kwak Gyeong-taek
- 2007 : Rainbow Eyes (가면) de Yang Yoon-ho
- 2008 : The Guard Post (GP506) de Kong Soo-chang
- 2008 : Frivolous Wife (날나리 종부전) de Lim Won-gook
- 2008 : My Dear Enemy (멋진 하루) de Lee Yoon-ki
- 2008 : Speedy Scandal (과속스캔들) de Kang Hyeong-cheol
- 2009 : My Girlfriend Is An Agent (7급 공무원) de Sin Tae-ra
- 2009 : Sky and Sea (하늘과 바다) de Oh Dal-gyoon
- 2010 : Jumunjin (주문진) de Ha Myeong-joong
- 2010 : Revolver Gangsters' Gang (육혈포 강도단) de Kang Hyo-jin
- 2010 : Miss Staff Sergeant (대한민국 1%) de Jo Myeong-nam
- 2010 : My Dear Desperado (내 깡패 같은 애인) de Kim Kwang-sik
- 2010 : 71: Into the Fire (포화 속으로) de Lee Jae-han
- 2010 : Heart is... 2 (마음이 2) de Lee Jeong-cheol
- 2010 : Midnight FM (심야의 FM) de Kim Sang-man
- 2010 : Natalie (나탈리) de Joo Kyeong-joong
- 2010 : Petty Romance (쩨쩨한 로맨스) de Kim Jeong-hoon
- 2011 : Children... (아이들…) de Lee Kyoo-man
- 2011 : Shotgun Love (사랑이 무서워) de Jeong Woo-cheol
- 2011 : Hanji (달빛 길어올리기) de Im Kwon-taek
- 2011 : Clash of the Families (위험한 상견례) de Kim Jin-yeong
- 2011 : The Apprehenders (체포왕) de Lim Chan-ik
- 2011 : The Cane (회초리) de Park Kwang-woo
- 2011 : Mama (마마) de Choi Ik-hwan
- 2011 : Ghastly (기생령) de Ko Seok-jin
- 2011 : War of the Arrows (최종병기 활) de Kim Han-min
- 2011 : Pained (통증) de Kwak Gyeong-taek
- 2011 : A Reason to Live (오늘) de Lee Jeong-hyang
- 2011 : You Pet (너는 펫) de Kim Byeong-gon
- 2011 : S.I.U. (특수본) de Hwang Byeong-gook
- 2011 : Perfect Game (퍼펙트 게임) de Park Hee-gon
- 2012 : Pacemaker (페이스메이커) de Kim Dal-joong
- 2012 : Architecture 101 (건축학개론) de Lee Yong-joo
- 2012 : Doomsday Book (인류멸망보고서) de Kim Jee-woon et Lim Pil-seong
- 2012 : Eungyo (은교) de Jeong Ji-woo
- 2012 : The Concubine (후궁 : 제왕의 첩) de Kim Dae-seung
- 2012 : The King of XXX-Kissing (아부의 왕) de Jeong Seung-koo
- 2012 : Horror Stories (무서운 이야기) de Hong Ji-young, Im Dae-woong, Jeong Beom-sik, Kim Gok, Kim Sun et Min Gyoo-dong
- 2012 : I Am the King (나는 왕이로소이다) de Jang Gyoo-seong
- 2012 : Neighbors (이웃사람) de Kim Hwi
- 2012 : Spy (간첩) de Woo Min-ho
- 2012 : Mai Ratima (마이 라띠마) de Yoo Ji-tae
- 2012 : Iron Dae-oh: The Nation's Iron Bag! (강철대오 : 구국의 철가방) de Yook Sang-hyeon
- 2012 : Jackal Is Coming (자칼이 온다) de Bae Hyeong-joon
- 2012 : Tone-Deaf Clinic (음치클리닉) de Kim Jin-yeong
- 2013 : Run to the South (남쪽으로 튀어) de Yim Soon-rye
- 2013 : An Ethics Lesson (분노의 윤리학) de Park Myeong-rang
- 2013 : Very Ordinary Couple (연애의 온도) de Roh Deok
- 2013 : Born to Sing (전국노래자랑) de Lee Jong-pil
- 2013 : Happiness for Sale (미나문방구) de Jeong Ik-hwan
- 2013 : Horror Stories 2 (무서운 이야기2) de Jeong Beom-sik, Kim Hwi, Kim Seong-ho et Min Gyoo-dong
- 2013 : The Terror Live (더 테러 라이브) de Kim Byeong-woo
- 2013 : Wish (소원) de Lee Joon-ik
- 2013 : Genome Hazard (무명인) de Kim Seong-su
- 2013 : Top Star (톱스타) de Park Joong-hoon
- 2013 : Friend 2 (친구2) de Kwak Gyeong-taek
- 2013 : Catch Me (캐치미) de Lee Hyeon-jong
- 2014 : Plan Man (플랜맨) de Seong Si-heup
- 2014 : The Fatal Encounter (역린) de Lee Jae-gyoo
- 2014 : Man on High Heels (하이힐) de Jang Jin
- 2014 : The Pirates (해적: 바다로 간 산적) de Lee Seok-hoon
- 2014 : Tazza: The Hidden Card (타짜-신의 손) de Kang Hyeong-cheol
- 2014 : Manhole (맨홀) de Shin Jae-young
- 2017 : Midnight Runners (청년경찰) de Kim Joo-hwan
- 2017 : Along With the Gods : Les Deux Mondes (신과함께: 인과 연) de Kim Yong-hwa
- 2018 : Heung-boo: The Revolutionist (en) (흥부) de Cho Geun-hyeon (en)
- 2018 : Love+Sling (en) (레슬러) de Kim Dae-woong
- 2018 : Along With the Gods : Les 49 Derniers Jours (신과함께: 인과 연) de Kim Yong-hwa
- 2018 : High Society (상류사회) de Byun Hyuk
- 2018 : Intimate Strangers (완벽한 타인) de Lee Jae-gyu
- 2019 : Mal-Mo-E: The Secret Mission (말모이) d'Uhm Yoo-Na
- 2019 : Innocent Witness (증인) de Lee Han
- 2019 : The Divine Fury (사자) de Jason Kim
- 2019 : Kim Ji-young: Born 1982 (82년생 김지영) de Kim Do-young
- 2019 : Forbidden Dream  de[Qui ?]
- 2020 : Samjin Company English Class
- 2021 : Escape from Mogadishu (모가디슈) de Ryoo Seung-wan
- 2022 : Hansan : La Bataille du dragon (한산: 용의 출현) de Kim Han-min